# Єнбекші (Карасайський район)
Єнбекші́ (каз. Еңбекші) — село у складі Карасайського району Алматинської області Казахстану. Входить до складу Айтейського сільського округу.
У радянські часи село називалось Біокомбінат.
Населення — 2544 особи (2021; 2521 у 2009, 1440 у 1999, 1815 у 1989).